# Danel Sinani
Danel Sinani (ur. 5 kwietnia 1997 r. w Belgradzie, Jugosławia) – luksemburski piłkarz, występujący na pozycji pomocnika. Obecnie zawodnik klubu FC St. Pauli.

## Kariera klubowa
Sinani urodził się w Belgradzie i w wieku pięciu lat, wraz z rodziną, wyjechał do Luksemburga, gdzie zaczynał grać w piłkę w klubie Racing FC Union Luxembourg. Latem 2017 roku został zawodnikiem klubu F91 Dudelange. W sezonie 2017/2018 Dudelange obroniło mistrzostwo kraju, a w kolejnym sezonie pomimo szybkiego odpadnięcia z eliminacji Ligi Mistrzów, przeszli przez eliminacje do Ligi Europy i zakwalifikowali się jako pierwszy zespół z Luksemburga do fazy grupowej europejskich pucharów. W listopadzie 2018 roku strzelił przeciwko Olympiakosowi pierwszą bramkę w historii luksemburskiego klubu w fazie grupowej europejskich rozgrywek. Latem 2019 roku Sinani otrzymał propozycję przeniesienia się do RE Virton, który gra w lidze belgijskiej, ale Sinani odmówił zawarcia umowy.
W kwietniu 2020 r. podpisał kontrakt z Norwich City na sezon 2020/2021, a jego umowa jest zawarta do 2023 r. Zostanie pierwszym graczem z Luksemburga w barwach Norwich City.

## Międzynarodowa kariera
W reprezentacji Luksemburga zadebiutował w 2017 roku. Wcześniej zainteresowanie nim zgłaszała reprezentacja Kosowa, ponieważ jego rodzice pochodzą z Dragašu. Sinani odmówił, ponieważ uważał Luksemburg za swój kraj. W rozgrywkach dywizji D Ligi Narodów UEFA 2018/2019 zdobył trzy bramki dla Luksemburga..